# El cas Villa Caprice
El cas Villa Caprice (originalment en francès, Villa Caprice) és una pel·lícula francesa dirigida per Bernard Stora i estrenada l'any 2021. Es va doblar al català. El pressupost va ser de 3,2 milions d'euros.

## Sinopsi
La vida de Luc Germon, un advocat amb una gran reputació, queda trastornada quan accepta un nou client, Gilles Fontaine, l’un dels empresaris més poderosos de França. L’acusen de comprar una propietat en circumstàncies sospitoses.

## Repartiment
- Niels Arestrup: Luc Germon
- Patrick Bruel: Gilles Fontaine
- Irène Jacob: Nancy Fontaine
- Paul Hamy: Jeremy
- Michel Bouquet: Marcel Germon
- Laurent Stocker: el jutge Madec
- Sophie Verbeeck: Mestre Poupard
- Claude Perron: Carole Pertini
- François Vincentelli: Vanecker
- Yves Jacques: Michel Jacquin
- Eva Darlan: Isabelle Jacquin
- Philippe Girard: el fiscal Simonet
- Alaa Safi: Karim
- Edith Le Merdy: Madame Pioche
- Sabine Pakora: Madame Bazouma
- Agathe Dronne: periodista de JDD
- Marie-Christine Orry: el president del tribunal
- Vincent Furic: Pierre, col·laborador de Fontaine